# Portret

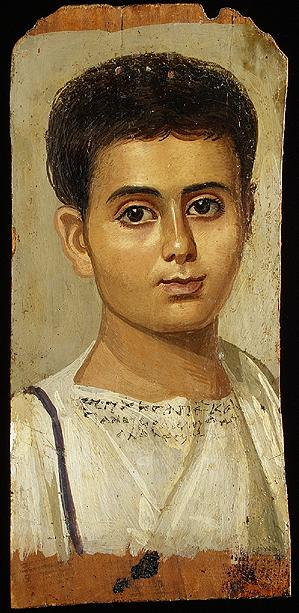
Portret de copil de Fayoum

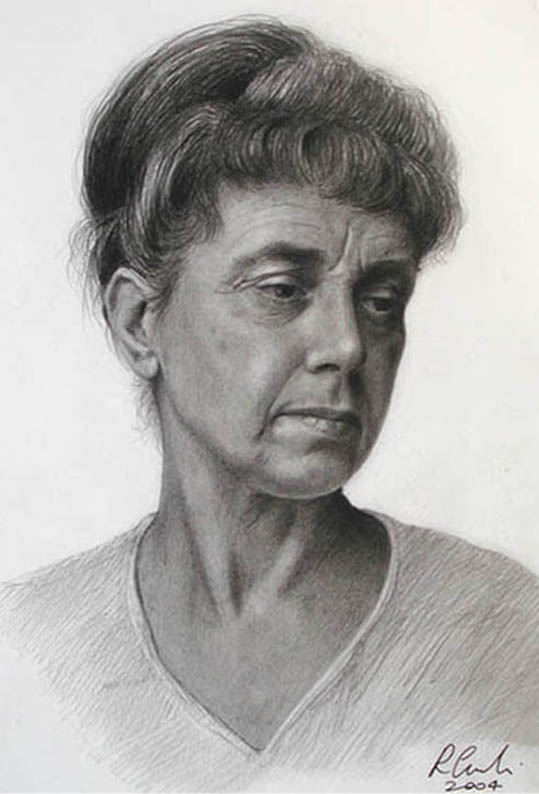
Portret în stil academic

Portretul este reprezentarea unei persoane (pictură, fotografie, sculptură etc) atât conform trăsăturilor sale reale cât și „tonusul” său. Portretul pe care și-l face artistul sieși este denumit autoportret.
Termenul se referă propriu-zis la o operă artistică (pictură, sculptură, desen, fotografie sau, mai pe larg, la o descriere literară). Această formă artistică într-un anume sens limitează posibilitățile creative ale artistului, întrucât acesta trebuie să păstreze asemănarea cu subiectul real: foarte probabil că acesta este și motivul pentru care anumiți artiști (ca Michelangelo de ex.), n-au acceptat nicicând să se adapteze practicii portretului. 
Portretele au diverse funcțiuni; dincolo de voința și dorința de a perpetua amintirea unei persoane și de voința de a crea o imagine istorică a cuiva, portretul are deseori o funcție imediată de reprezentare. Exprimă dorința de ubicuitate, în uzul politic și cel religios. 
În realitate, portretul nu este nicicând o simplă reproducere mecanică a trăsăturilor cuiva (asemenea unei măști de ceară modelată pe față sau după o oarecare imprimare fotografică), pentru a fi un portret însă, intră în joc sensibilitatea artistului, care interpretează trăsăturile modelului fie după gusturile sale, fie conform curentului artistic pe care-l urmează fie conform caracteristicilor artei timpului în care realizează opera. Au fost artiști care au practicat abundent și aproape exclusiv portretul și întregi civilizații care au refuzat portretul ca fiind "figură preluată din natură" (ca arta greacă atât arhaică cât și clasică). Prezența sau absența portretului fisiognomic în anumite civilizații (care deși aveau mijloace artistice suficiente să poată realiza portretul) nu este o simplă problemă de gust față de o altă formă artistică, dar pentru că intră în joc anumite condiții mintale și ideologice care se reflectă în dezvoltarea acelor culturi și în condițiile societății în care viețuiesc și creează artiștii.

## Auto-portretistica
Când artistul creează un portret al lui însuși sau a ei însăși, se numește un autoportret. Exemplele identificabile devin numeroase în Evul Mediu târziu. Dar dacă definiția este extinsă, prima a fost făcută de sculptorul egiptean Bak al Faraonul Akhenaton, care a sculptat o reprezentare a lui și a soției sale Taheri c. 1365 î.Hr. Cu toate acestea, este posibil ca autoportretele să se întoarcă în picturile din peșteră, cea mai veche artă reprezentativă, iar literatura înregistrează câteva exemple clasice care sunt acum pierdute.

## Portret oficial
Portretul oficial este un produs fotografic de înregistrare și diseminare a unor personalități importante, în special regii, președinții și guvernatorii. De obicei, este decorat cu culori și simboluri oficiale, cum ar fi drapelul, dungile prezidențiale și stema țărilor, statelor sau municipalităților. Există, de asemenea, o conotație ca o imagine a evenimentelor, a produselor și a întâlnirilor.

## Politică
În politică, portretele liderului sunt adesea folosite ca simbol al statului. În majoritatea țărilor, este un protocol comun pentru ca un portret al șefului statului să apară în clădiri guvernamentale importante. Folosirea excesivă a portretului unui lider, cum ar fi cea făcută lui Iosif Stalin, Adolf Hitler sau Mao Zedong, poate fi o indicație a unui cult de personalitate.

## Evoluția portretului

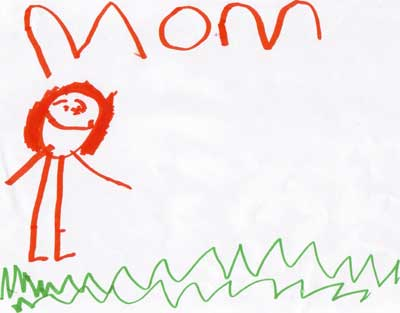
Portret "intenţional" infantil. Identificarea este dată numai de nume

Pornirea spre portret, care să fixeze o anumită persoană, este un fapt spontan și primordial și se manifestă în forma cea mai ingenuă în atribuirea unui nume unei imagini generice, așa cum se întâmplă cu desenele copiilor. În acest caz se poate vorbi de un portret "intențional". Când unui astfel de portret îi sunt adăugate o serie de valori care să lege imagine cu un anumit individ, (des întâlnit în ambient religios) se vorbește de portret "simbolic". 